# یواس‌اس اسکرج (۱۸۴۶)
یواس‌اس اسکرج (۱۸۴۶) (به انگلیسی: USS Scourge (1846)) یک کشتی بود که طول آن ۱۲۰ فوت (۳۷ متر) بود.